# Giuseppina Nicoli
Blahoslavená Giuseppina Nicoli (18. listopadu 1863, Casatisma – 31. prosince 1924, Cagliari) byla italská řeholnice z Kongregace Milosrdných sester svatého Vincence de Paul.

## Život
Narodila se 18. listopadu 1863 v Casatismě, jako pátá z deseti sourozenců. Když jí bylo 20 let, vstoupila v Turíně k Dcerám křesťanské lásky sv. Vincence de Paul. O dva roky později roku 1885 byla poslána na Sardinii, kde strávila většinu svého zasvěceného života. Na Štědrý den roku 1888 složila své sliby. Roku 1893, ve věku 30 let, se nakazila tuberkulózou. Nejen že pečovala o chudé, sirotky a nemohoucí, také se starala o jejich evangelizaci.
V Cagliari učila mladé studenty a pracovníky Společnosti zbožné unie Synů Mariiných katechismus, kterou založila (patron sv. Alois Gonzaga).
Roku 1899 byla poslána do Sassari, otevřít sirotčinec a zde také zprovoznila první Italskou sekci Společnosti „Dcer křesťanské lásky“, věnovanou zašívání, šití a distribucí oblečení pro chudé. Tyto ženy každou neděli učily katechismus zhruba 800 dětí. Pro starší studenty otevřela Školu náboženství, kde byli školeni pro výuku víry ostatních.
Roku 1910 byla jmenována provinciálním kvestorem Turínské provincie. Tato funkce jí dala možnost k návratu na Sardinii.
Roku 1912 byla jmenována ředitelkou Turínského noviciátu. Tuto funkci ukončila po devíti měsících z důvodu zhoršení jejího stavu plic. Její nadřízení urychlili přemístění na Sardinii, jejíž teplejší podnebí by mohlo jejímu zdraví prospět.
Po navrácení do teplého a pohostinného prostředí Sassari roku 1913, pocítila změnu atmosféry která vznikla v důsledku antiklerikalismus a vlivu soukromých zájmů politiků a státních správců.
I když ti samí politici a občanští úředníci, obdivovali sestru Giuseppinu a vážili si jí pro její schopnosti a svatost, trpěla pomluvami o vedení jejího sirotčince, který vedla úspěšně. To vedlo představené aby ji 7. srpna 1914 přeřadili do Cagliari.
Nepřátelství 1. světové války neušetřilo ani ostrov Sardinii, sestra Giuseppina a její sestry se staraly o raněné. Byly přeřazeny do nemocnic a láskyplně o ně pečovaly.
V Cagliari byla povolána místním biskupem aby zřídila Doroteánskou společnost, jejíž členové by byli zasvěcené laické ženy. S mladými ženami které se k ní připojily, založila roku 1917 "Mladé ženy křesťanské lásky", které se starali o děti postižené křivicí a skrofulózou, formou tuberkulózy.
Šířila víru a Společnost svatého dětství. Založila kruh Svaté Terezy, první skupinu mladých katolických žen v Cagliari a jádro společnosti z kterého se později stala Ženská katolická akce. Založila také Josefitskou asociaci (patronem sv. Josef) pro náboženskou výuku.
Zemřela 31. prosince 1924 ve věku 61 let. Po její smrti se našla v dutině jejího krucifixu, který dostala při složení slibů, vlastnoručně psaná modlitba: Chci sloužit věrně, praktikovat chudobu, cudnost a poslušnost, a z lásky k tobě sloužit chudým.

## Proces svatořečení
Proces probíhal v diecézi Cagliari a začal roku 1930. Dne 28. dubna 2006 byla papežem Benediktem XVI. prohlášena ctihodnou.
Dne 6. července 2007 byl uznán zázrak na její přímluvu; rychlé, úplné a trvalé uzdravení mladého vojáka Baptisty Colleoniho dne 26. prosince 1933 z tuberkulózy a nemoci kyčelních žil.
Blahořečena byla 3. února 2008.